# Anthony Principi
Anthony Joseph Principi, född 16 april 1944 i New York, är en amerikansk republikansk politiker. Han var USA:s veteranminister 2001–2005.
Principi utexaminerades 1967 från United States Naval Academy och avlade 1975 juristexamen vid Seton Hall University. Han tjänstgjorde i Vietnamkriget i USA:s flotta. Mellan 1989 och 1992 var Principi biträdande veteranminister. Därefter tjänstgjorde han som tillförordnad veteranminister 1992–1993. Innan president George W. Bush utnämnde honom till minister hade han även gjort en omfattande karriär i näringslivets tjänst. Senaten godkände utnämningen av Principi den 23 januari 2001. Före utgången av år 2004 meddelade han sin avgång och den 26 januari 2005 godkände senaten utnämningen av Jim Nicholson som Principis efterträdare.